# Anton Hatwich
Anton Hatwich (* in Rockford, Illinois) ist ein US-amerikanischer Jazz- und Improvisationsmusiker (Kontrabass, Komposition).

## Leben und Wirken
Hatwich wuchs in Rockford auf und zog 1995 nach Iowa City, wo er an der University of Iowa bei Diana Gannett, John Rapson und David Gompper studierte und den Bachelor of Music als Kontrabassist erwarb. 2002 zog er nach Chicago, wo er in der dortigen Jazz- und Improvisationsszene u. a. mit Frank Rosaly, Tim Daisy, Keefe Jackson, Josh Berman, Nate Lepine, Aram Shelton, Phil Sudderberg und Jim Baker arbeitete. Gegenwärtig spielt er außerdem mit Nick Mazzarella, The Fast Citizens, Nick Broste Trio und Paul Giallorenzos GITGO. Er unterrichtete  2000 und 2002 als Gastdozent am Cornell College in Mount Vernon und gegenwärtig in The Music Room in Palatine (Illinois). Im Bereich des Jazz war er zwischen 2003 und 2013 an 21 Aufnahmesessions beteiligt. Im deutschen Sprachraum trat Hatwich u. a. beim Ulrichsberger Kaleidophon 2012 in Kyle Bruckmann Gruppe Wrack auf. 2018 wirkte er bei Nick Mazzarellas Album Counterbalance mit.

## Diskographische Hinweise
- Keefe Jackson's Fast Citizens: Ready Everyday (Delmark Records, 2006), mit Aram Shelton, Fred Lonberg-Holm, Josh Berman, Frank Rosaly
- Keefe Jackson's Project Project: Just Like This (Delmark, 2007), mit Dave Rempis, Guillermo Gregorio, Jason Stein, James Falzone, Frank Rosaly, Josh Berman, Jeb Bishop, Nick Broste, Jaimie Branch, Marc Unternährer
- Fred Lonberg-Holm's Fast Citizens: Gather (2011)
- Kyle Bruckmann's Wrack: …Awaits Silent Tristero's Empire (2013), mit Jason Stein, Tim Daisy, Jeb Bishop, Darren Johnston, Jen Clare Paulson
- Russ Johnson: Meeting Point (2014), mit Jason Stein, Tim Daisy